# بازاریابی تبدیلی
در تجارت الکترونیکی، بازاریابی تبدیلی،(به انگلیسی : Conversion marketing ) بازاریابی با هدف افزایش تبدیل - یعنی تبدیل بازدیدکنندگان وبگاه به خریدار -است.نرخ تبدیل، نسبت بازدیدکنندگان یک وب‌سایت است که در نتیجه فعالیت های نامحسوس یا مستقیم از سوی مسئولان وبگاه، اقدامی فراتر از یک بازدید معمولی انجام می‌دهند.
بازاریابی تبدیلی تلاش می‌کند خریداران وبگاه را افزایش دهد ، که این مهم به ترکیبی پیچیده از مدیریت تجربه مشتری ، تجزیه و تحلیل وب ، و استفاده از بازخورد مشتری برای کمک به بهبود جریان فرآیند و طراحی سایت نیاز دارد.
با تمرکز بر بهبود سایت، کانال های خدمات مشتری آنلاین ، و تجربه آنلاین ،بازاریابی تبدیلی معمولا به عنوان یک سرمایه گذاری بلندمدت (نه یک راه حل سریع ) تلقی می شود. 
افزایش بازدید از سایت ها در سالیان گذشته به طور کلی باعث افزایش نرخ تبدیل به میزان کمی شده است، بنابراین بازاریابی تبدیلی بر ایجاد بازدید بیشتر تمرکز نمی کند، بلکه بر تبدیل بازدیدکننده موجود به خریدار تمرکز دارد. این مهم نیاز به تعامل فعال با مصرف کنندگان از طریق تجزیه و تحلیل دارد تا مشخص شود بازدیدکنندگان سایت به چه دلیل آنرا ترک می کنند و از خرید منصرف می شوند. 
در گام بعد به توسعه ابزارها و پیام‌هایی برای آگاه کردن مصرف‌کنندگان در مورد محصولات موجود و در نهایت متقاعد کردن آنها برای خرید آنلاین می پردازد. در بهترین حالت ، مشتری رابطه پس از فروش را از طریق کارزار های پشتیبانی یا مشارکت مجدد حفظ می کند. بازاریابی تبدیلی بر تمام مراحل فعالیت مشتری تأثیر می گذارد .